# Johann Gottlieb Faber

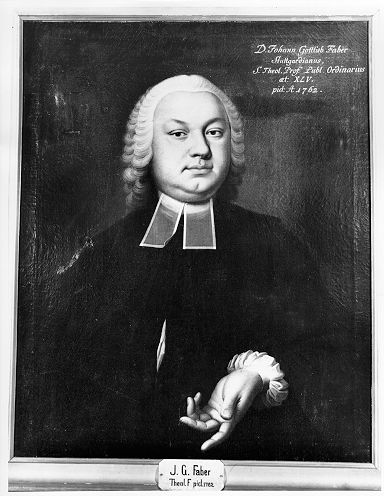
Johann Gottlieb Faber in der Tübinger Professorengalerie

Johann Gottlieb Faber (* 8. März 1717 in Stuttgart; † 18. März 1779 in Stuttgart) war ein Württemberger evangelischer Theologe.

## Familie
Seine Eltern waren der fürstliche Kassierer (Finanzbeamter) Johann Friedrich Faber und dessen Ehefrau Regina Margaretha Kocher. 
Er heiratete 1746 die Pfarrerstochter Maria Katharina Pregizer (1719–1750) und bekam einen Sohn, den Theologen Immanuel Gottlieb (1747–1814), Stammvater des Fabervereins und Vater des Genealogen Ferdinand Friedrich Faber.
1751 zum zweiten Mal verheiratet mit der Offizierstochter Maria Luise Justine Frommann (1731–1793), bekam er noch eine Tochter, Luise Katharine (1752–1814), Ehefrau des Theologen Christian Friedrich von Schnurrer.

## Leben und Wirken
Johann Gottlieb Faber studierte ab 1733 in Tübingen, wurde 1744 Vikar in Stuttgart und 1746 Pfarrer in Dußlingen, 1748 Professor der Geschichte, Beredsamkeit und Dichtkunst in Tübingen, 1752 außerordentlicher, 1755 ordentlicher Professor der Theologie, 1767 Konsistorialrat und Prälat, 1773 auch Oberhofprediger in Stuttgart. 
Er veröffentlichte außer theologischen Dissertationen und Predigten Gedichte und Abhandlungen in ungebundener Schreibart, 1753. Der Tübinger Humanist David Christoph Seybold (1747–1804) rühmt ihn, dass er in Tübingen „eine kleine Privatgesellschaft schuf, die glaubte, es sei nöthig und gut, auch seine Muttersprache zu cultiviren“.